# Liamine Zéroual
Liamine Zéroual (berbersko Lyamin Ẓerwal), alžirski politik, * 3. julij 1941, Batna.
Zéroual je bil predsednik Alžirije med letoma 1994 in 1999.